# واد الساحل
واد الساحل هو نهر في شمال الجزائر، يلتقي مع نهر بو سلام ويشكل نهر الصومام عند مدينة أقبو. تبلغ مساحة حوض واد الساحل حوالي 3.750 كم مربع. من أهم البلدات الواقعة على واد الساحل:

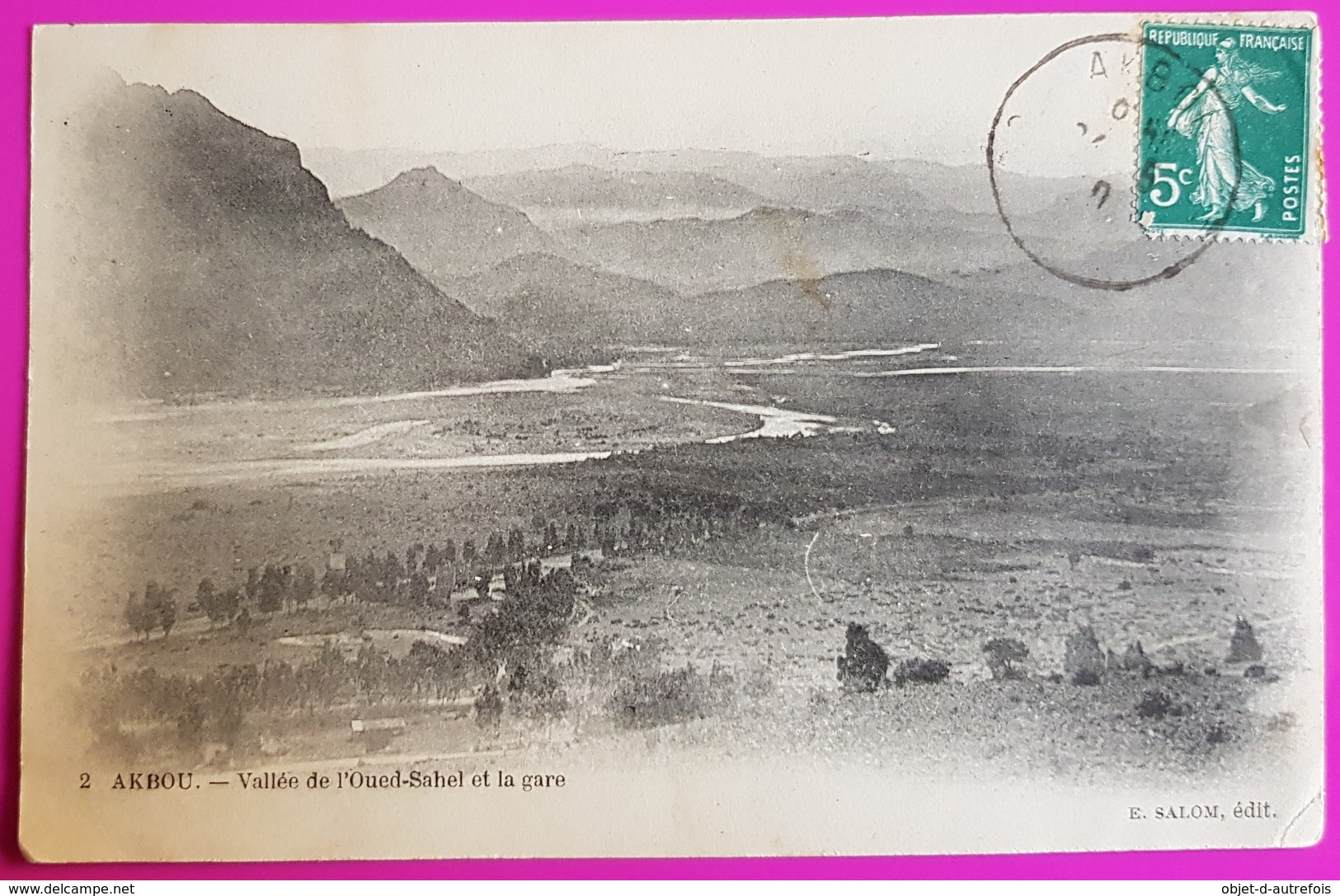
واد الساحل (ناحية اقبو) بداية القرن العشرين

- بني منصور (الجزائر)
- أقبو
- سيدي عيش (ولاية بجاية)
- تازمالت